# Hör mal, wer da hämmert/Episodenliste
Diese Liste enthält alle Episoden der US-amerikanischen Sitcom Hör mal, wer da hämmert. Zwischen 1991 und 1999 entstanden in acht Staffeln insgesamt 204 Episoden sowie eine Spezialausgabe für den Sender ABC. Im deutschen Sprachraum liefen zuerst zwei Folgen im Jahr 1992 unter dem Titel Die Heimwerker, dann 1993 als Der Dünnbrettbohrer und 1994 als Der Heimwerker im Ersten. Ab 1996 gab RTL eine eigene Synchronfassung in Auftrag, die als Hör mal, wer da hämmert werktäglich am Nachmittag gesendet wurde. Diese Fassung wurde inzwischen auf vielen weiteren deutschsprachigen Sendern (vornehmlich der RTL-Gruppe) wiederholt und auch auf DVD veröffentlicht. Die Episoden sind entsprechend ihrer Erstausstrahlung angegeben.

## Übersicht
| Staffel | Episodenanzahl | Erstausstrahlung USA | Erstausstrahlung USA | Deutschsprachige Erstausstrahlung (D) | Deutschsprachige Erstausstrahlung (D) |
| Staffel | Episodenanzahl | Staffelpremiere      | Staffelfinale        | Staffelpremiere                       | Staffelfinale                         |
| ------- | -------------- | -------------------- | -------------------- | ------------------------------------- | ------------------------------------- |
| 1       | 24             | 17. Sep. 1991        | 5. Mai 1992          | 15. März 1993                         | 13. Dez. 1994                         |
| 2       | 25             | 16. Sep. 1992        | 19. Mai 1993         | 20. Mai 1994                          | 10. Feb. 1995                         |
| 3       | 25             | 15. Sep. 1993        | 25. Mai 1994         | 17. Feb. 1995                         | 8. Feb. 2006                          |
| 4       | 26             | 20. Sep. 1994        | 23. Mai 1995         | 13. Feb. 1997                         | 1. März 2006                          |
| 5       | 26             | 19. Sep. 1995        | 21. Mai 1996         | 20. März 1997                         | 3. Dez. 1997                          |
| 6       | 25             | 17. Sep. 1996        | 20. Mai 1997         | 20. Okt. 1997                         | 21. Nov. 1997                         |
| 7       | 25             | 23. Sep. 1997        | 19. Mai 1998         | 4. März 2000                          | 27. Mai 2000                          |
| 8       | 28             | 22. Sep. 1998        | 25. Mai 1999         | 3. Juni 2000                          | 17. Aug. 2006                         |

## Staffel 1
| Nr. (ges.) | Nr. (St.) | Deutscher Titel                                                                          | Originaltitel                      | Erstausstrahlung USA | Deutschsprachige Erstausstrahlung (D) | Regie        | Drehbuch                                         |
| --- | --------- | ---------------------------------------------------------------------------------------- | ---------------------------------- | -------------------- | ------------------------------------- | ------------ | ------------------------------------------------ |
| 1 | 1         | Das Heimwerker-As Zurück in die Zukunft (Das Erste)                                      | Pilot                              | 17. Sep. 1991        | 15. März 1993                         | John Pasquin | Carmen Finestra, David McFadzean & Matt Williams |
| Obwohl Jill es ihm verboten hatte, baut Tim die Geschirrspülmaschine so um, dass sie mehr Leistung bringt. Als Jill von einem Vorstellungsgespräch zurückkommt, explodiert der Geschirrspüler und sie erfährt, dass sie den Job nicht erhalten hat. Es kommt zum Ehekrach, der nur mithilfe des Rats von Nachbar Wilson beigelegt werden kann. |           |                                                                                          |                                    |                      |                                       |              |                                                  |
| 2 | 2         | Klein und verstoßen Der Rasenmäher-Mann (Das Erste)                                      | Mow Better Blues                   | 26. Sep. 1991        | 22. Juni 1993                         | John Pasquin | Elliot Stern                                     |
| Mark zerbricht aus Versehen Tims Drehmomentschlüssel. Weil ihm seine Brüder eine fürchterliche Strafe prophezeien, versteckt er sich vor seinem Vater. |           |                                                                                          |                                    |                      |                                       |              |                                                  |
| 3 | 3         | Das große Spiel Dinner For One (Das Erste)                                               | Off Sides                          | 1. Okt. 1991         | 29. März 1993                         | John Pasquin | Marley Sims                                      |
| Tim hat versprochen, Jill zum Essen auszuführen, doch ausgerechnet an dem Abend läuft ein wichtiges Footballspiel. Im Restaurant versucht er auf verschiedene Weise, doch noch das Spiel mitzukriegen. Auf die Kinder passt derzeit ein Magier auf, weil Jill keinen Babysitter auftreiben konnte.                                             |           |                                                                                          |                                    |                      |                                       |              |                                                  |
| 4 | 4         | Eifersucht am Nachmittag Ein Mann und seine Mission (Das Erste)                          | Satellite On A Hot Tim’s Roof      | 8. Okt. 1991         | 24. Juni 1993                         | John Pasquin | Allison M. Gibson                                |
| Ein Bekannter kommt vorbei und hilft Jill bei der Erstellung ihres Lebenslaufs, was Tim eifersüchtig macht. Während er eine neue Satellitenschüssel am Dach anbringt, bespitzelt und stört er die beiden. |           |                                                                                          |                                    |                      |                                       |              |                                                  |
| 5 | 5         | Schlängeleien Echte Männer (Das Erste)                                                   | Wild Kingdom                       | 15. Okt. 1991        | 22. März 1993                         | John Pasquin | Susan Estelle Jansen                             |
| Im Haus der Taylors sind merkwürdige Geräusche zu hören. Tim vermutet zuerst eine Maus, doch der Eindringling stellt sich als Schlange heraus. |           |                                                                                          |                                    |                      |                                       |              |                                                  |
| 6 | 6         | Tischmanieren Jäger und Sammler (Das Erste)                                              | Adventures In Fine Dining          | 22. Okt. 1991        | 17. Juni 1993                         | John Pasquin | Peter Tolan                                      |
| Bei einem Restaurantbesuch der Familie Taylor benehmen sich die Kinder daneben. Zuhause wettet Tim mit Jill, dass er es schafft, den Jungen Tischmanieren beizubringen. |           |                                                                                          |                                    |                      |                                       |              |                                                  |
| 7 | 7         | Macho-Festival Rote Karte für Tim (Das Erste)                                            | Nothing More Than Feelings         | 29. Okt. 1991        | 29. Juni 1993                         | John Pasquin | Peter Tolan                                      |
| Tim regt sich auf, weil Jill ihren Wagen ohne Öl gefahren hat. Er lässt sich in Tool Time über das mangelnde Technikverständnis von Frauen aus und macht sich über Jill lustig, sehr zu deren Ärger. Um sich zu entschuldigen, setzt er eine Sondersendung an.                                                                                 |           |                                                                                          |                                    |                      |                                       |              |                                                  |
| 8 | 8         | Rächer aus dem All Hilfe, die Außerirdischen kommen (Das Erste)                          | Flying Sauces                      | 5. Nov. 1991         | 8. Juli 1993                          | John Pasquin | Billy Riback & Elliot Stern                      |
| Brad und Randy erzählen ihrem kleinen Bruder Mark, dass außer ihm alle Mitglieder der Taylor-Familie Außerirdische seien. Um den verängstigten Mark zu rächen, inszenieren Tim und Jill eine Alien-Show für ihre beiden älteren Söhne. |           |                                                                                          |                                    |                      |                                       |              |                                                  |
| 9 | 9         | Wirbel im Whirlpool Gut geplant ist halb gebaut (Das Erste)                              | Bubble, Bubble, Toil And Trouble   | 19. Nov. 1991        | 13. Juli 1993                         | John Pasquin | Susan Estelle Jansen                             |
| Tim will das von Jill gewünschte neue Badezimmer im Rahmen einer Tool-Time-Sondersendung einbauen. Seine Frau hat Vorbehalte, da sie befürchtet, dass die ganze Sache im Chaos enden wird. Als das eintrifft, zieht Jill wütend in ein Hotel.                                                                                                  |           |                                                                                          |                                    |                      |                                       |              |                                                  |
| 10 | 10        | Die Frau im Haus… Auch Frauen können schrauben! (Das Erste)                              | Reach Out And Teach Someone        | 26. Nov. 1991        | 15. Juli 1993                         | John Pasquin | Allison M. Gibson                                |
| Als Jill es nicht schafft, die Verstopfung im Abfluss zu beheben, macht Tim eine Tool-Time-Sendung, in der er Frauen unter Anleitung Reparaturen im Haushalt vornehmen lässt. |           |                                                                                          |                                    |                      |                                       |              |                                                  |
| 11 | 11        | Die Putzmänner Das bißchen Haushalt (Das Erste)                                          | Look Who’s Not Talking             | 10. Dez. 1991        | 1. Juli 1993                          | John Pasquin | Billy Riback                                     |
| Damit Jill ungestört eine Rede schreiben kann, übernimmt Tim mit den Jungen solange den Haushalt. Es stellt sich aber heraus, dass Jill mehr von Lampenfieber geplagt wird, als von der Hausarbeit. |           |                                                                                          |                                    |                      |                                       |              |                                                  |
| 12 | 12        | Die Rückkehr vom toten Weihnachtsmann Wer glaubt noch an den Weihnachtsmann? (Das Erste) | Yule Better Watch Out              | 17. Dez. 1991        | 13. Dez. 1994                         | John Pasquin | Billy Riback                                     |
| Brad und Randy erzählen ihrem kleinen Bruder Mark, dass es den Weihnachtsmann nicht gäbe. Währenddessen liefert sich Tim einen Wettbewerb um die umfangreichste Weihnachtsdekoration mit einem Nachbarn. |           |                                                                                          |                                    |                      |                                       |              |                                                  |
| 13 | 13        | Frauenpower Muskelkraft, die Ärger schafft (Das Erste)                                   | Up Your Alley                      | 7. Jan. 1992         | 27. Juli 1993                         | John Pasquin | Billy Riback & Elliot Stern                      |
| Jill möchte nur dann mit Tim zum Bowling gehen, wenn er dabei keine Punkte zählt. Als sie dann aber ausgesprochen gute Würfe liefert und Kumpel eintreffen, kommt es dennoch zum Wettkampf zwischen den beiden. |           |                                                                                          |                                    |                      |                                       |              |                                                  |
| 14 | 14        | Auch Machos werden älter Die Bierbüchsen-Parade (Das Erste)                              | For Whom The Belch Tolls           | 14. Jan. 1992        | 6. Juli 1993                          | John Pasquin | Sheila M. Anthony                                |
| Tim trifft Stu, seinen alten Kumpel aus dem College, und landet mit ihm bei sich zu Hause. Das passt Jill nicht, denn sie kann Stu nicht ausstehen. Aber auch Tim merkt, dass Stu und er nicht mehr soviel gemeinsam haben, wie früher. |           |                                                                                          |                                    |                      |                                       |              |                                                  |
| 15 | 15        | Brett vorm Kopf                                                                          | Forever Jung                       | 21. Jan. 1992        | 20. Juli 1993                         | John Pasquin | Carmen Finestra, David McFadzean & Matt Williams |
| Jills Freundin Karen ist zu Besuch und macht sich über Tim lustig. Ausgerechnet in der darauf stattfindenden Folge von Tool Time klebt sich Tim aus Versehen ein Brett an den Kopf. |           |                                                                                          |                                    |                      |                                       |              |                                                  |
| 16 | 16        | Der Geschenke-Streß Von ganzem Herzen (Das Erste)                                        | Jill’s Birthday                    | 4. Feb. 1992         | 29. Juli 1993                         | John Pasquin | Rosalind Moore                                   |
| Tim hat alle Mühe, das richtige Geburtstagsgeschenk für Jill zu finden. Brad und Randy führen derweil für Mark die „Kleine-Bruder-Steuer“ ein. |           |                                                                                          |                                    |                      |                                       |              |                                                  |
| 17 | 17        | Der Guru Die Lektion des Meisters (Das Erste)                                            | What About Bob?                    | 11. Feb. 1992        | 5. Aug. 1993                          | John Pasquin | Susan Estelle Jansen                             |
| In Tool Time lässt sich Tim auf einen Quiz-Wettstreit mit seinem Konkurrenten Bob Vila ein. Derweil lädt Jill einen Jungen ein, weil Randy ihm einen Streich gespielt hat, doch sie beginnt, ihn unausstehlich zu finden. Gastauftritt: Bob Vila                                                                                               |           |                                                                                          |                                    |                      |                                       |              |                                                  |
| 18 | 18        | Der Camping-King Zurück zur Natur (Das Erste)                                            | Baby, It’s Cold Outside            | 18. Feb. 1992        | 10. Aug. 1993                         | John Pasquin | B. K. Taylor                                     |
| Eigentlich wollte das Ehepaar Taylor einen romantischen Abend in einem Luxushotel verbringen. Doch weil Mr. Binford auf seinen Campingartikeln sitzenbleibt, zwingt er Tim, zu Werbezwecken mit seiner Familie einen Campingausflug zu unternehmen. Tim kommt die Idee, dass er eigentlich beides schaffen könne.                              |           |                                                                                          |                                    |                      |                                       |              |                                                  |
| 19 | 19        | Die Pechsträhne Grüne Hände, blaue Augen (Das Erste)                                     | Unchained Malady                   | 25. Feb. 1992        | 12. Aug. 1993                         | John Pasquin | Billy Riback                                     |
| Tim wirft einen Kettenbrief weg, obwohl er gewarnt wurde, dass dies Unglück bringe. Als er danach vom Pech verfolgt scheint, beginnt er zu zweifeln, ob er richtig gehandelt hat. Gastauftritt: George Foreman |           |                                                                                          |                                    |                      |                                       |              |                                                  |
| 20 | 20        | Typisch Frau Nur Samstag Nacht (Das Erste)                                               | Birds Of A Feather Flock To Taylor | 3. März 1992         | 17. Aug. 1993                         | John Pasquin | Marley Sims                                      |
| Ein Wohltätigkeitsball steht an und Jill erwähnt gegenüber Tim, dass sie zusammen dorthin gehen werden. Der hat aber andere Pläne und beteuert, Jill habe ihm bisher nichts vom Ball erzählt. Gastdarsteller: Ernest Borgnine & Jack Elam als Eddie Phillips & Hick Peterson, Gäste in Tims Stammkneipe                                        |           |                                                                                          |                                    |                      |                                       |              |                                                  |
| 21 | 21        | Der Garagenkrieg Total von der Rolle! (Das Erste)                                        | A Battle Of Wheels                 | 17. März 1992        | 24. Aug. 1993                         | John Pasquin | Laura Eve Anderson                               |
| Jill übt ihr neues Hobby ausgerechnet in der Garage aus, obwohl diese Tim als seinen persönlichen Freiraum betrachtet. Und als Al rumtönt, wie simpel so ein Moderatorenjob sei, lässt ihn Tim eine Tool-Time-Sendung moderieren. |           |                                                                                          |                                    |                      |                                       |              |                                                  |
| 22 | 22        | Frauen und Poker Der Herrenabend (Das Erste)                                             | Luck Be A Taylor Tonight           | 7. Apr. 1992         | 3. Aug. 1993                          | John Pasquin | Allison M. Gibson & Marley Sims                  |
| Zum Pokerabend hat Tim vier Freunde eingeladen. Doch einer davon bringt seine Frau und einen gehörigen Ehekrach mit, der die Pokerrunde durcheinanderbringt. |           |                                                                                          |                                    |                      |                                       |              |                                                  |
| 23 | 23        | Al, der Aufreißer Chauvi-Tips für Anfänger (Das Erste)                                   | Al’s Fair In Love And War          | 28. Apr. 1992        | 26. Aug. 1993                         | John Pasquin | Elliot Stern                                     |
| Al hat sich in eine Frau verliebt, traut sich aber nicht, sie anzusprechen. Darum nimmt Tim das Ruder in die Hand und arrangiert ein Treffen, bei dem sich Al aber so blöd benimmt, dass die Sache aussichtslos scheint. |           |                                                                                          |                                    |                      |                                       |              |                                                  |
| 24 | 24        | Die neue Anlage Stereo-Typisch Tim (Das Erste)                                           | Stereo-Typical                     | 5. Mai 1992          | 2. Sep. 1993                          | John Pasquin | Carmen Finestra, David McFadzean & Matt Williams |
| Als die Stereoanlage der Taylors kaputtgeht, rüstet Tim zu Jills Missfallen aufwändig nach. Und für Tool Time stellt er eine Band zusammen, die auf Werkzeugen spielt. |           |                                                                                          |                                    |                      |                                       |              |                                                  |

## Staffel 2
| Nr. (ges.) | Nr. (St.) | Deutscher Titel                                                    | Originaltitel                                   | Erstausstrahlung USA | Deutschsprachige Erstausstrahlung (D) | Regie        | Drehbuch                                                   |
| --- | --------- | ------------------------------------------------------------------ | ----------------------------------------------- | -------------------- | ------------------------------------- | ------------ | ---------------------------------------------------------- |
| 25 | 1         | Die Überraschung Sinnliche Signale (Das Erste)                     | Read My Hips                                    | 16. Sep. 1992        | 20. Mai 1994                          | John Pasquin | B. K. Taylor                                               |
| Jill kocht für Tim ein festliches Essen als Überraschung. Doch Tim ahnt nichts davon und denkt sich darum nichts dabei, als er mit Freunden in der Bar trinkt, anstatt pünktlich nach Hause zu kommen. Es kommt zum Streit und Jill wirft Tim vor, er hätte es merken sollen, dass sie eine Überraschung geplant hat. Mit Wilsons Hilfe klärt sich die Situation.                                                                 |           |                                                                    |                                                 |                      |                                       |              |                                                            |
| 26 | 2         | Wahre Männer Der große Wurf (Das Erste)                            | Rites And Wrongs Of Passage                     | 23. Sep. 1992        | 3. Juni 1994                          | John Pasquin | Susan Estelle Jansen                                       |
| Tim und Al nehmen an Highland Games teil. Als Brad Unfug anstellt, darf er zur Strafe nicht mit zu einer Monster-Truck-Veranstaltung. Doch Tim ist das nicht Recht, weil er befürchtet, dass er langsam den Kontakt zu seinem ältesten Sohn verliert. Darauf rät ihm Wilson, ein Initiationsritual durchzuführen. |           |                                                                    |                                                 |                      |                                       |              |                                                            |
| 27 | 3         | Einmal Mann, immer Mann Die Rückkehr der Neandertaler (Das Erste)  | Overactive Glance                               | 30. Sep. 1992        | 10. Juni 1994                         | John Pasquin | Billy Riback                                               |
| Jill und ihre Freundin Karen erwischen Tim dabei, wie er einer schönen Frau nachguckt. Als sie ihn zur Rede stellen, versucht er danach jeden Blickkontakt zu einer anderen Frau als Jill zu vermeiden. |           |                                                                    |                                                 |                      |                                       |              |                                                            |
| 28 | 4         | Schwellende Muskeln Wenn Männer leiden (Das Erste)                 | Groin Pulls / Groin Pains                       | 7. Okt. 1992         | 27. Mai 1994                          | John Pasquin | Howard J. Morris                                           |
| Als Tim eine schwere Kiste Bücher trägt, um Jill zu beeindrucken, holt er sich eine Zerrung. Randy muss derweil fürs Schultheater die Rolle des Peter Pan übernehmen, die in der Regel von Mädchen gespielt wird. |           |                                                                    |                                                 |                      |                                       |              |                                                            |
| 29 | 5         | Heimspiel Manche mögen’s heiß (Das Erste)                          | Heavy Meddle                                    | 14. Okt. 1992        | 8. Juli 1994                          | John Pasquin | Rosalind Moore                                             |
| Tim möchte gerne mit seinen besten Freunden nur unter Männern den Motor in seinen Hot-Rod einbauen. Als diese aber auch Frauen mitbringen, bringt das den von Tim gewünschten Ablauf durcheinander. |           |                                                                    |                                                 |                      |                                       |              |                                                            |
| 30 | 6         | Halloween Das Schreckenskabinett des Dr. Taylor (Das Erste)        | The Haunting Of Taylor House                    | 28. Okt. 1992        | 5. Aug. 1994                          | John Pasquin | Susan Estelle Jansen                                       |
| Tim und Jill richten für Brad eine Halloweenparty her, weil dieser ein paar Freunde eingeladen hat. Vor allem für Jennifer interessiert er sich. Doch als sie kommt, verhält sie sich Brad gegenüber abweisend. |           |                                                                    |                                                 |                      |                                       |              |                                                            |
| 31 | 7         | Der Umzug Männerwirtschaft (Das Erste)                             | Roomie For Improvement                          | 4. Nov. 1992         | 12. Aug. 1994                         | John Pasquin | Billy Riback                                               |
| Als Mark die Windpocken kriegt, will Tim sich auf keinen Fall anstecken und plant vorübergehend im Hotel zu wohnen. Doch als Al ihm anbietet, mit ihm zusammenzuziehen, kann er das Angebot nicht abschlagen. Wie befürchtet fühlt er sich bei Al aber überhaupt nicht wohl. Gastauftritt: Mario Andretti und sein Sohn Michael                                                                                                   |           |                                                                    |                                                 |                      |                                       |              |                                                            |
| 32 | 8         | Die Zeiten ändern sich Achtung, Frauen-Power! (Das Erste)          | May The Best Man Win                            | 11. Nov. 1992        | 22. Juli 1994                         | John Pasquin | Maxine Lapiduss                                            |
| Mr. Binford, der Sponsor von Tool Time, macht sich mit einem Model auf und davon. Da eröffnet seine Tochter Maureen gegenüber Tim und Al, dass sie als neue Produzentin der Sendung zu walten gedenkt. Während Al begeistert ist, gefallen Tim die Ideen Maureens überhaupt nicht. |           |                                                                    |                                                 |                      |                                       |              |                                                            |
| 33 | 9         | Das Testament Lieber erben als sterben (Das Erste)                 | Where There’s A Will, There’s A Way             | 18. Nov. 1992        | 19. Aug. 1994                         | John Pasquin | Howard J. Morris                                           |
| Jill möchte gerne, dass sie und Tim ein Testament aufsetzen. Doch Tim kann sich mit diesem Gedanken nicht anfreunden, da er nicht gerne an seine Sterblichkeit erinnert wird. |           |                                                                    |                                                 |                      |                                       |              |                                                            |
| 34 | 10        | Der Holzschnüffler Schau mir in die Augen, Tim! (Das Erste)        | Let’s Did Lunch                                 | 25. Nov. 1992        | 29. Juli 1994                         | John Pasquin | Howard M. Gould                                            |
| Das „glückliche“ Paar Karen und Dave kommt zu Besuch. Draußen im Garten bittet Dave Tim jedoch vor Karen zu behaupten, dass sie am Vortag zusammen Mittagessen hatten, damit Karen nicht merkt, dass Dave sich mit einer anderen trifft. Tim lügt Karen mit schlechtem Gewissen an, Jill jedoch merkt sofort was los ist. |           |                                                                    |                                                 |                      |                                       |              |                                                            |
| 35 | 11        | Der Hausmann Männer machen’s möglich (Das Erste)                   | Abandoned Family                                | 2. Dez. 1992         | 26. Aug. 1994                         | John Pasquin | Rosalind Moore                                             |
| Jill soll eine Titelgeschichte über Müll für ihre Zeitung schreiben. Damit ist sie so beschäftigt, dass sie Tim bittet sich um den Haushalt zu kümmern. Allerdings ist sie nicht mit der Art und Weise einverstanden, wie Tim dieser Aufgabe nachkommt. Derweilen will Maureen Binford in der Tool Time eine Junggesellenecke mit Al einrichten – sehr zum Ärger von Tim.                                                         |           |                                                                    |                                                 |                      |                                       |              |                                                            |
| 36 | 12        | Sammeln für einen guten Zweck Heiße Weihnachten (Das Erste)        | I'm Scheming Of A White Christmas               | 16. Dez. 1992        | 20. Dez. 1994                         | John Pasquin | B. K. Taylor                                               |
| Brad und Randy sollen Geld für ein Waisenhaus sammeln und kommen irgendwann auf die Idee, einen Teil Geld abzuzwacken und ihn für sich zu behalten. Als Jill die gesammelten Sachen findet, die die Jungs sich von dem Geld gekauft haben, fliegt der Schwindel auf. |           |                                                                    |                                                 |                      |                                       |              |                                                            |
| 37 | 13        | Ein Schrank mit Raffinesse Alarm im Kleiderschrank (Das Erste)     | Bell Bottom Blues                               | 6. Jan. 1993         | 2. Sep. 1994                          | John Pasquin | Susan Estelle Jansen                                       |
| Da der gemeinsame Schrank von Tim und Jill überquillt, will Tim den Schrank aufmotzen, was Jill gar nicht passt. Während Jill und Tim streiten überlegen sich Brad und Randy eine Taktik um Brads Verwarnung von der Direktorin zu vertuschen. |           |                                                                    |                                                 |                      |                                       |              |                                                            |
| 38 | 14        | Jill will es wissen Junge Liebe, toter Fisch (Das Erste)           | Howard’s End                                    | 13. Jan. 1993        | 9. Sep. 1994                          | Andy Cadiff  | Stacey Hur                                                 |
| Brad soll einige Tage auf den Goldfisch seiner Freundin, Jennifer, aufpassen. Der englische Titel gibt Aufschluss darauf wie das enden wird. Gleichzeitig kommen Tim und Jill in einen riesen Streit darum wem was im Haus gehört und warum. |           |                                                                    |                                                 |                      |                                       |              |                                                            |
| 39 | 15        | Gegensätze ziehen sich an Ein Mann wie ein Kühlschrank (Das Erste) | Love Is A Many Splintered Thing                 | 20. Jan. 1993        | 16. Sep. 1994                         | Andy Cadiff  | Billy Riback                                               |
| Jill hat für ihre Zeitschrift einen Test erstellt mit dem Frauen checken können ob ihre (Ehe)Partner zu ihnen passen. Als Jills Auswertung keine Zusammengehörigkeit mit Tim ergibt, entwickelt dieser zum Spaß einen eigenen Test mit dem Männer ihre Frauen testen können. Es läuft darauf hinaus, dass Tim nicht wahrhaben will, dass er und Jill nicht zueinander passen und durch ein Gespräch mit Wilson eine Lösung sucht. |           |                                                                    |                                                 |                      |                                       |              |                                                            |
| 40 | 16        | Tanzstunde mit Hindernissen Links, rechts, Cha-Cha-Cha (Das Erste) | Dances With Tools                               | 3. Feb. 1993         | 23. Sep. 1994                         | Andy Cadiff  | Rosalind Moore                                             |
| Tim findet Jills Hochzeitsgeschenk und ist so begeistert, dass er ihr den Traum vom Tanzen erfüllen will. Dafür ist er sogar bereit professionelle Tanzstunden zu nehmen. Da Tim jedoch mal wieder den Clown raushängen lässt, endet alles schon in der ersten Stunde im Desaster. |           |                                                                    |                                                 |                      |                                       |              |                                                            |
| 41 | 17        | Umleitung Im Schneesturm zum Traualtar (Das Erste)                 | You're Driving Me Crazy, You're Driving Me Nuts | 10. Feb. 1993        | 30. Sep. 1994                         | Andy Cadiff  | Maxine Lapiduss                                            |
| Tim und Jill sind auf dem Weg zur Hochzeit einer Verwandten. Da Tim sich als Mann zu fein ist nach dem Weg zu fragen und draußen ein Schneesturm tobt, verfährt er sich und die beiden landen (mehrmals) im selben Minimart in Ohio. |           |                                                                    |                                                 |                      |                                       |              |                                                            |
| 42 | 18        | Der Specht Der Schmerz der ersten Liebe (Das Erste)                | Bye Bye Birdie                                  | 17. Feb. 1993        | 7. Okt. 1994                          | Andy Cadiff  | Susan Estelle Jansen                                       |
| Bei den Taylors hat sich ein Specht auf dem Dach eingenistet. Jetzt versucht Tim ihn mit allen Mitteln loszuwerden. Brads ständiges Abschreiben der Hausaufgaben von Jennifer fliegt auf und sowohl Jill als auch Tim haben Schwierigkeiten ihm zu helfen ohne zu zeigen, dass sie selbst keine Ahnung von Mathe haben. |           |                                                                    |                                                 |                      |                                       |              |                                                            |
| 43 | 19        | Aggressionen Wenn Eltern streiten (Das Erste)                      | Karate Or Not, Here I Come                      | 24. Feb. 1993        | 14. Okt. 1994                         | Andy Cadiff  | Billy Riback                                               |
| Mit Karate hat Mark endlich etwas gefunden was ihm Spaß macht. Sein Vater ist begeistert, doch Jill ist der Sport viel zu brutal und aggressiv. Am Ende verhalten sich Tim und Jill aggressiver als die Schüler der Karate Klasse. |           |                                                                    |                                                 |                      |                                       |              |                                                            |
| 44 | 20        | Ein genialer Plan Lügen haben kurze Beine (Das Erste)              | Shooting Three To Make Tutu                     | 3. März 1993         | 21. Okt. 1994                         | Andy Cadiff  | Howard M. Gould                                            |
| Mark möchte unbedingt das Ballettstück „Schwanensee“ sehen und Tim ist der einzige der ihn begleiten kann. Tim stimmt ungern zu, und bekommt dann auch noch von Wilson super Karten für das Basketball Spiel des Jahres. |           |                                                                    |                                                 |                      |                                       |              |                                                            |
| 45 | 21        | Schwiegermutter-Alarm! Viel Lärm um Mama (Das Erste)               | Much Ado About Nana                             | 17. März 1993        | 28. Okt. 1994                         | Andy Cadiff  | Howard J. Morris                                           |
| Jills Mutter ist auf dem Weg zu ihrer Tochter und Jill fühlt sich wie sooft nicht verstanden. Sie ist es nicht gewohnt, mit ihrer Mutter über die eigenen Gefühle zu sprechen, was zu einer Menge Missverständnissen führt. |           |                                                                    |                                                 |                      |                                       |              |                                                            |
| 46 | 22        | Ein peinliches Wiedersehen Jugendsünden (Das Erste)                | Ex Marks The Spot                               | 14. Apr. 1993        | 6. Jan. 1995                          | Andy Cadiff  | Darrel Campbell & Billy Riback                             |
| Tim und Al sitzen in einem Restaurant und treffen dort Tims ehemalige Highschool-Liebe Stacy Lewis. Tim hatte damals vor Jill behauptet, seine Beziehung zu Stacy beendet zu haben, um mit Jill zusammenzukommen. Jedoch hatte er Stacy einfach sitzen lassen. Als Stacy plötzlich auf die Idee kommt, Jill zu treffen, hat Tim ein Problem.                                                                                      |           |                                                                    |                                                 |                      |                                       |              |                                                            |
| 47 | 23        | Muttertag Zauberhafter Muttertag (Das Erste)                       | To Build Or Not To Build                        | 5. Mai 1993          | 10. Feb. 1995                         | Andy Cadiff  | Robert Zappia                                              |
| 48 | 24        | Springt er an? Heißer Ofen (Das Erste)                             | Birth Of A Hot Rod                              | 12. Mai 1993         | 27. Jan. 1995                         | Andy Cadiff  | Steve Gabriel                                              |
| Gastauftritt: Bob Vila |           |                                                                    |                                                 |                      |                                       |              |                                                            |
| 49 | 25        | Das große Rennen I Der Rasenmäher-Mann kehrt zurück (Das Erste)    | The Great Race                                  | 19. Mai 1993         | 3. Feb. 1995                          | Andy Cadiff  | Carmen Finestra, David McFadzean & Matt Williams, Bob Vila |
| Bob Vila wird trotz Tims Manipulationsversuchen zum „Lieblings-Stargast“ bei Tool Time gewählt. Im Zuge seines Besuches in der Sendung erklärt sich Tim bereit gegen Bob in einem Rasenmäherrennen anzutreten. Gastauftritt: Bob Vila |           |                                                                    |                                                 |                      |                                       |              |                                                            |

## Staffel 3
| Nr. (ges.) | Nr. (St.) | Deutscher Titel                                | Originaltitel                                     | Erstausstrahlung USA | Deutschsprachige Erstausstrahlung (D) | Regie           | Drehbuch                                                        |
| --- | --------- | ---------------------------------------------- | ------------------------------------------------- | -------------------- | ------------------------------------- | --------------- | --------------------------------------------------------------- |
| 50 | 1         | Grüße vom Klapperstorch Baby-Boom (Das Erste)  | Maybe, Baby                                       | 15. Sep. 1993        | 17. Feb. 1995                         | Andy Cadiff     | Bob Bendetson                                                   |
| Jills Schwester Carol bekommt ein Mädchen und Jill kramt in den alten Babysachen. Sie findet eine rosafarbene Decke, die sie gehäkelt hat, weil sie hoffte, dass Mark ein Mädchen wird. Sie schlägt Tim vor es noch einmal zu versuchen und vielleicht doch noch ein Mädchen zu bekommen. Tim ist völlig verblüfft und er will natürlich kein weiteres Baby. Jill ist da anderer Meinung. Brad und Randy ärgern Mark, indem sie ihm erzählen, dass er ein Mädchen werden sollte. Jill würde mit ihm Backen und ihn mit zum Einkaufen nehmen, weil sie in ihm noch immer ein Mädchen sehe. |           |                                                |                                                   |                      |                                       |                 |                                                                 |
| 51 | 2         | Reingelegt! Die Frau seiner Träume (Das Erste) | Aisle See You In My Dreams                        | 22. Sep. 1993        | 7. März 1995                          | Andy Cadiff     | Elliot Shoenman & Marley Sims                                   |
| Marc hat seinem Basketball-Idol schon 25 Briefe geschrieben. Randy und Brad schreiben deshalb einen Brief, wonach der Star Marc besuchen wolle und dabei gerne Maiskolben essen würde. Als der begeisterte Marc Jill bittet, an diesem Tag Maiskolben zu kochen, wird diese misstrauisch und durchschaut den Plan. Mit ihrer Hilfe schreibt Marc nun selber einen Brief im Namen seines Stars, in welchem er angeblich Freikarten für ein Spiel seiner Mannschaft für die ganze Familie Taylor offeriert. Hierauf fallen nun Randy und Brad herein und verraten sich dabei, den ersten Brief gefälscht zu haben. Al ist an seinem 35. Geburtstag verzweifelt, weil er immer noch keine Frau gefunden hat. Jill verkuppelt ihn mit einer Kiefer-Orthopädin. Der Erfolg bei den beiden Verzweifelten ist so durchschlagend, dass Jill die beiden wieder auseinander bringen will, weil ihr alles viel zu schnell geht. Gastauftritt: Isiah Thomas, David Graf                                                                                |           |                                                |                                                   |                      |                                       |                 |                                                                 |
| 52 | 3         | Die Witzfigur                                  | This Joke’s For You                               | 29. Sep. 1993        | 16. Jan. 1997                         | Andy Cadiff     | Howard J. Morris                                                |
| Damit das Herumschreien im Haus ein Ende hat, baut Tim eine Haus-Sprechanlage. Wenn sie ab und zu funktioniert, kommen Anweisungen vom Flughafen-Tower an anfliegende Flugzeuge herein, oder er kann ungewollt ein Gespräch zwischen Randy und einem Schulkollegen in seinem Zimmer mithören. Dabei sagt Randy, Tool-Time müsste eigentlich Trottel-Time heißen, weil sein „Alter“ dabei alles „vergeige“ und „ständig grunze“. Tim ist beleidigt und fragt den Nachbarn Wilson um Rat. Der erklärt ihm die Probleme der Pubertät, während der sich die Kinder mehr verselbständigen und ihre „Krallen“ als Erstes an ihren Eltern wetzen wollen. |           |                                                |                                                   |                      |                                       |                 |                                                                 |
| 53 | 4         | Die Nervensäge                                 | A Sew, Sew Evening                                | 6. Okt. 1993         | 17. Jan. 1997                         | Andy Cadiff     | Rosalind Moore                                                  |
| Während Tim am Aufbau seines Hot-Rod arbeitet, kommt ein lauter, aufdringlicher Mensch in die Garage und stellt sich als neuer Nachbar vor. Da dieser Tims nicht originalen Kühlergrill verbeult, kann ihn Tim nicht leiden und versucht – vergebens – einer Einladung zum Essen zu entgehen, indem er behauptet, Jill sei Alkoholikerin. Einige Tage später bringt der Nachbar Tim jedoch einen originalen Kühlergrill, den er dank seiner Beziehungen organisiert hat. Für das neue Schuljahr hat sich Brad für Hauswirtschaft eingeschrieben, weil er glaubt, er könne dann als einziger Junge mit 30 Mädchen in derselben Klasse sitzen. Leider hat sich sein Plan herumgesprochen, sodass sich alle anderen Jungs ebenfalls dort eingeschrieben haben. Die große Nachfrage hat zur Folge, dass zwei Klassen gebildet werden; eine für 30 Mädchen, eine für 30 Jungs! |           |                                                |                                                   |                      |                                       |                 |                                                                 |
| 54 | 5         | Tim trauert                                    | Arrivederci, Binford                              | 13. Okt. 1993        | 15. Jan. 1997                         | Andy Cadiff     | Elliot Shoenman                                                 |
| Als der Tod von Mr. Binford bekannt wird, sind alle betroffen und viele weinen. Auch Al, weil er kurz vorher bei ihm einen Heißwasser-Hahn im WC verlangt hatte, was aber abgelehnt wurde. Am nächsten Tag hat Al nach eigener Aussage deshalb Mr Binford „sehr barsch“ gegrüsst. Dies belaste ihn jetzt für den Rest des Lebens. Nur Tim ist offenbar völlig unbeeindruckt und geht mit den Kindern Basketball spielen. Nach Vorwürfen von Jill, dass Mr. Binford der ganzen Familie doch so viel geholfen habe, sucht Tim nachdenklich den Zaun auf, um wieder einmal den Rat von Wilson zu suchen. Der erklärt ihm, dass die Form des Trauerns sehr individuell sei. |           |                                                |                                                   |                      |                                       |                 |                                                                 |
| 55 | 6         | Liebeshorror                                   | Crazy For You                                     | 27. Okt. 1993        | 8. Feb. 2006                          | Andy Cadiff     | Bob Bendetson                                                   |
| An Halloween terrorisiert Tim seine gesamte Umgebung mit seinen mehr oder weniger lustigen Schreckaktionen. Seine Familie rüstet er mit künstlichen Pestbeulen, Skeletten, Gehirnen und Eingeweiden aus. In der Sendung erhält er ein Paket mit Keksen und einem Brief von Rose, die sich als seine sehnsuchtsvolle Bewunderin bezeichnet. Danach folgt ein Anruf von ihr bei ihm zu Hause, obwohl seine Telefon-Nummer nicht offiziell bekannt ist. Sie sagt, sie liebe und wolle ihn und werde auch bei der nächsten Tool-Time anwesend sein. Beunruhigt holt er wieder Rat von Wilson. Der erklärt ihm, dass es häufig vorkomme, dass Fernsehstars von Zuschauern vergöttert werden. Das könne auch gefährlich werden, wenn die Anbetung nicht erwidert werden; es seien schon Prominente vergiftet worden. Völlig verunsichert beginnt er seine nächste Sendung, aber es stellt sich schließlich heraus, dass sich alle (Jill, Mary, Wilson, Al und Heidi) gegen Tim verschworen hatten, um ihm seine ständigen Streiche heimzuzahlen. |           |                                                |                                                   |                      |                                       |                 |                                                                 |
| 56 | 7         | Der Idealgatte                                 | Blow Up                                           | 3. Nov. 1993         | 20. Jan. 1997                         | Andy Cadiff     | Rosalind Moore & Howard J. Morris                               |
| 57 | 8         | Schrottwerkzeug                                | Be True To Your Tool                              | 10. Nov. 1993        | 21. Jan. 1997                         | Andy Cadiff     | Bruce Ferber                                                    |
| 58 | 9         | Die Wertanlage                                 | Dollars And Sense                                 | 17. Nov. 1993        | 23. Jan. 1997                         | Andy Cadiff     | Bob Bendetson & Bruce Ferber                                    |
| 59 | 10        | Die Weihnachtsfotokarte                        | A Frozen Moment                                   | 24. Nov. 1993        | 22. Jan. 1997                         | Andy Cadiff     | Max Eisenberg                                                   |
| 60 | 11        | Das Klassentreffen                             | Feud For Thought                                  | 1. Dez. 1993         | 24. Jan. 1997                         | Andy Cadiff     | Elliot Shoenman & Marley Sims                                   |
| 61 | 12        | Oh, du schreckliche Weihnachten!               | ’Twas the Blight Before Christmas                 | 15. Dez. 1993        | 30. Dez. 1996                         | Andy Cadiff     | B. K. Taylor                                                    |
| 62 | 13        | Die Herausforderung                            | Slip Sleddin’ Away                                | 5. Jan. 1994         | 27. Jan. 1997                         | Andy Cadiff     | Rosalind Moore & Howard J. Morris                               |
| 63 | 14        | Träume sind Schäume                            | Dream On                                          | 12. Jan. 1994        | 28. Jan. 1997                         | Andy Cadiff     | Paul Wolff                                                      |
| 64 | 15        | Eisfischen                                     | Reel Men                                          | 26. Jan. 1994        | 29. Jan. 1997                         | Peter Filsinger | Ron Bloomberg                                                   |
| 65 | 16        | Wie sag ich’s meinem Opa?                      | The Colonel                                       | 9. Feb. 1994         | 31. Jan. 1997                         | Andy Cadiff     | Rosalind Moore & Howard J. Morris                               |
| 66 | 17        | Der Zimmerwechsel                              | Room For Change                                   | 2. März 1994         | 4. Feb. 1997                          | Andy Cadiff     | Jon Vandergriff                                                 |
| 67 | 18        | Teamgeist                                      | The Eve Of Construction                           | 9. März 1994         | 3. Feb. 1997                          | Andy Cadiff     | Rosalind Moore, Howard J. Morris, Elliot Shoenman & Marley Sims |
| Gastauftritt: US-Präsident Jimmy Carter, Kimberly Aiken, John Elway, Eric Hipple, Evander Holyfield, Sean Jones, Kenny O’Brien, Bill Pickel & Kelvin Pritchitt |           |                                                |                                                   |                      |                                       |                 |                                                                 |
| 68 | 19        | Viele Köche verderben den Brei                 | Too Many Cooks                                    | 16. März 1994        | 30. Jan. 1997                         | Andy Cadiff     | Bob Bendetson & Bruce Ferber                                    |
| 69 | 20        | Bilanz einer Ehe                               | It Was The Best Of Tims, It Was The Worst Of Tims | 30. März 1994        | 5. Feb. 1997                          | Andy Cadiff     | Rosalind Moore & Howard J. Morris                               |
| 70 | 21        | Geldprobleme                                   | Fifth Anniversary                                 | 6. Apr. 1994         | 6. Feb. 1997                          | Andy Cadiff     | Howard Bendetson & Art Everett                                  |
| Gastauftritt: Michael Andretti & Johnny Rutherford |           |                                                |                                                   |                      |                                       |                 |                                                                 |
| 71 | 22        | Verschaukelt                                   | Swing Time                                        | 4. Mai 1994          | 10. Feb. 1997                         | Andy Cadiff     | B. K. Taylor                                                    |
| Gastdarsteller: Drake Bell als Little Pete, Sohn von Pete von K&B Constructions |           |                                                |                                                   |                      |                                       |                 |                                                                 |
| 72 | 23        | Einsichten                                     | What You See Is What You Get                      | 11. Mai 1994         | 7. Feb. 1997                          | Andy Cadiff     | Tim Allen & Diane Ford                                          |
| 73 | 24        | Der Computer-Casanova                          | Reality Bytes                                     | 18. Mai 1994         | 11. Feb. 1997                         | Peter Filsinger | Matthew Miller & Barrie Nedler                                  |
| Gastauftritt: Die Mannschaft des NASA Space Shuttles Endeavour mit Lt. Col. Thomas Dale Akers, Lt. Cmdr. Kenneth D. Bowersox, Col. Richard O. Covey, Dr. Jeffrey Alan Hoffman, Dr. F. Story Musgrave & Dr. Claude Nicollier |           |                                                |                                                   |                      |                                       |                 |                                                                 |
| 74 | 25        | Das große Rennen, Teil 2                       | The Great Race II                                 | 25. Mai 1994         | 12. Feb. 1997                         | Andy Cadiff     | Jon Vandergriff                                                 |
| Gastauftritt: Bob Vila |           |                                                |                                                   |                      |                                       |                 |                                                                 |

## Staffel 4
| Nr. (ges.) | Nr. (St.) | Deutscher Titel                  | Originaltitel                           | Erstausstrahlung USA | Deutschsprachige Erstausstrahlung (D) | Regie           | Drehbuch                                         |
| --- | --------- | -------------------------------- | --------------------------------------- | -------------------- | ------------------------------------- | --------------- | ------------------------------------------------ |
| 75 | 1         | Komplexe                         | Back In The Saddle Shoes Again          | 20. Sep. 1994        | 13. Feb. 1997                         | Andy Cadiff     | Bruce Ferber                                     |
| 76 | 2         | Ein läppischer Kratzer           | Don’t Tell Momma                        | 27. Sep. 1994        | 18. Feb. 1997                         | Andy Cadiff     | Rosalind Moore & Howard J. Morris                |
| 77 | 3         | Tims Geburtstag                  | Death Begins At Forty                   | 4. Okt. 1994         | 17. Feb. 1997                         | Andy Cadiff     | Bob Bendetson                                    |
| 78 | 4         | Das Sorgenkind                   | The Eyes Don’t Have It                  | 11. Okt. 1994        | 19. Feb. 1997                         | Andy Cadiff     | Jon Vandergriff                                  |
| 79 | 5         | Männer wie wir                   | He Ain’t Heavy, He’s Just Irresponsible | 18. Okt. 1994        | 14. Feb. 1997                         | Andy Cadiff     | Elliot Shoenman & Marley Sims                    |
| 80 | 6         | Geld stinkt nicht                | Borland Ambition                        | 25. Okt. 1994        | 20. Feb. 1997                         | Andy Cadiff     | Bob Bendetson & Bruce Ferber                     |
| 81 | 7         | Vorsicht Kamera                  | Let’s Go To The Videotape               | 8. Nov. 1994         | 21. Feb. 1997                         | Andy Cadiff     | Howard J. Morris                                 |
| 82 | 8         | Rivalitäten                      | Quibbling Siblings                      | 15. Nov. 1994        | 24. Feb. 1997                         | Andy Cadiff     | Paul Wolff                                       |
| 83 | 9         | Der Ruf der Ferne                | My Dinner With Wilson                   | 22. Nov. 1994        | 26. Feb. 1997                         | Andy Cadiff     | Elliot Shoenman & Marley Sims                    |
| Gastdarsteller: James Cromwell als Fred |           |                                  |                                         |                      |                                       |                 |                                                  |
| 84 | 10        | Das pensionierte Idol            | Ye Olde Shoppe Teacher                  | 29. Nov. 1994        | 25. Feb. 1997                         | Andy Cadiff     | Howard J. Morris                                 |
| 85 | 11        | Das Schnee-Mobil                 | Some Like It Hot Rod                    | 6. Dez. 1994         | 27. Feb. 1997                         | Andy Cadiff     | Neil Kramer & Ned Teitelbaum                     |
| 86 | 12        | Ehekrach unterm Christbaum       | ’Twas the Night Before Chaos            | 13. Dez. 1994        | 1. März 2006                          | Andy Cadiff     | Rosalind Moore                                   |
| 87 | 13        | Brads neuer Job                  | The Route Of All Evil                   | 3. Jan. 1995         | 28. Feb. 1997                         | Andy Cadiff     | Lloyd Garver                                     |
| 88 | 14        | Aus neu mach alt                 | Brother, Can You Spare A Hot Rod?       | 10. Jan. 1995        | 3. März 1997                          | Andy Cadiff     | Jon Vandergriff                                  |
| Gastdarsteller: Jay Leno als zynischer Mechaniker Jay                                                                                          |           |                                  |                                         |                      |                                       |                 |                                                  |
| 89 | 15        | Football-Fieber                  | Super Bowl Fever                        | 31. Jan. 1995        | 6. März 1997                          | Andy Cadiff     | Rosalind Moore & Howard J. Morris                |
| Gastauftritt: David Krieg, Kelvin Pritchitt & Chris Spielman                                                                                   |           |                                  |                                         |                      |                                       |                 |                                                  |
| 90 | 16        | Al und die Frauen                | Bachelor Of The Year                    | 7. Feb. 1995         | 4. März 1997                          | Peter Filsinger | Rosalind Moore                                   |
| Gastdarsteller: Lucy Liu als namenlose Verehrerin Als                                                                                          |           |                                  |                                         |                      |                                       |                 |                                                  |
| 91 | 17        | Tim, der Partykiller             | It’s My Party                           | 14. Feb. 1995        | 5. März 1997                          | Andy Cadiff     | Thad Mumford                                     |
| 92 | 18        | Tool Time lässt es krachen       | A House Divided                         | 21. Feb. 1995        | 7. März 1997                          | Andy Cadiff     | Bruce Ferber & Lloyd Garver                      |
| 93 | 19        | Die nackte Wahrheit              | The Naked Truth                         | 28. Feb. 1995        | 11. März 1997                         | Andy Cadiff     | Elliot Shoenman & Marley Sims                    |
| 94 | 20        | Die Uniprüfung                   | Talk To Me                              | 14. März 1995        | 10. März 1997                         | Andy Cadiff     | Carmen Finestra, David McFadzean & Matt Williams |
| Gastdarsteller: Dave Chappelle & Jim Breuer als Dave & Jim. Die Figuren bekamen im darauffolgenden Jahr ihre eigene kurzlebige Sitcom Buddies. |           |                                  |                                         |                      |                                       |                 |                                                  |
| 95 | 21        | Das fidele Gefängnis             | No, No, Godot                           | 21. März 1995        | 12. März 1997                         | Andy Cadiff     | Bob Bendetson                                    |
| Gastauftritt: Robby Gordon & Derrick Walker |           |                                  |                                         |                      |                                       |                 |                                                  |
| 96 | 22        | Pleiten, Pech und Pannen, Teil 1 | Tool Time After Dark (1)                | 11. Apr. 1995        | 18. März 1997                         | Andy Cadiff     | Elliot Shoenman & Marley Sims                    |
| 97 | 23        | Pleiten, Pech und Pannen, Teil 2 | Tool Time After Dark (2)                | 11. Apr. 1995        | 19. März 1997                         | Andy Cadiff     | Elliot Shoenman & Marley Sims                    |
| 98 | 24        | Geschwisterliebe                 | Sisters And Brothers                    | 2. Mai 1995          | 17. März 1997                         | Andy Cadiff     | Rosalind Moore                                   |
| 99 | 25        | Das Messer                       | A Marked Man                            | 9. Mai 1995          | 14. März 1997                         | Peter Filsinger | Jon Vandergriff                                  |
| 100 | 26        | Abgeschminkt                     | Wilson’s Girlfriend                     | 23. Mai 1995         | 13. März 1997                         | Andy Cadiff     | Howard J. Morris                                 |
| Gastdarsteller: Michelle Williams als Brads Freundin Jessica Lutz                                                                              |           |                                  |                                         |                      |                                       |                 |                                                  |

## Staffel 5
| Nr. (ges.) | Nr. (St.) | Deutscher Titel                | Originaltitel                     | Erstausstrahlung USA | Deutschsprachige Erstausstrahlung (D) | Regie           | Drehbuch                          |
| --- | --------- | ------------------------------ | --------------------------------- | -------------------- | ------------------------------------- | --------------- | --------------------------------- |
| 101 | 1         | Action vor dem Traualtar       | A Taylor Runs Through It          | 19. Sep. 1995        | 24. März 1997                         | Andy Cadiff     | Bruce Ferber & Lloyd Garver       |
| 102 | 2         | Ein echter Freund              | The First Temptation Of Tim       | 26. Sep. 1995        | 20. März 1997                         | Andy Cadiff     | Howard J. Morris                  |
| 103 | 3         | Seelenverwandte                | Her Cheatin’ Mind                 | 3. Okt. 1995         | 26. März 1997                         | Andy Cadiff     | Ruth Bennett                      |
| 104 | 4         | Jills Überraschungsparty       | Jill’s Surprise Party             | 17. Okt. 1995        | 21. März 1997                         | Andy Cadiff     | Elliot Shoenman & Marley Sims     |
| 105 | 5         | Guter Rat ist teuer            | Advise And Repent                 | 24. Okt. 1995        | 27. März 1997                         | Andy Cadiff     | Rosalind Moore                    |
| 106 | 6         | Der Fernsehpreis               | Let Them Eat Cake                 | 31. Okt. 1995        | 25. März 1997                         | Andy Cadiff     | Jon Vandergriff                   |
| 107 | 7         | Mit den Waffen der Frauen      | The Look                          | 7. Nov. 1995         | 1. Apr. 1997                          | Andy Cadiff     | Elliot Shoenman & Marley Sims     |
| 108 | 8         | Zimmer ohne Aussicht           | Room Without A View               | 14. Nov. 1995        | 2. Apr. 1997                          | Andy Cadiff     | Jon Vandergriff                   |
| 109 | 9         | Das Karaoke-Chaos              | Chicago Hope                      | 21. Nov. 1995        | 4. Apr. 1997                          | Andy Cadiff     | Teresa O’Neill                    |
| 110 | 10        | Der Ehrendoktor                | Doctor In The House               | 28. Nov. 1995        | 3. Apr. 1997                          | Andy Cadiff     | Bruce Ferber & Lloyd Garver       |
| 111 | 11        | Tims Mutter                    | That’s My Momma                   | 5. Dez. 1995         | 7. Apr. 1997                          | Andy Cadiff     | Rosalind Moore & Howard J. Morris |
| 112 | 12        | Die Elfenparade                | ’Twas The Flight Before Christmas | 12. Dez. 1995        | 3. Dez. 1997                          | Andy Cadiff     | Jon Vandergriff                   |
| 113 | 13        | Bruderherz                     | Oh, Brother                       | 9. Jan. 1996         | 8. Apr. 1997                          | Andy Cadiff     | Ruth Bennett                      |
| 114 | 14        | Ein Bett für harte Männer      | High School Confidential          | 16. Jan. 1996        | 9. Apr. 1997                          | Andy Cadiff     | Bruce Ferber & Lloyd Garver       |
| 115 | 15        | Der Kindheitstraum             | Tanks For The Memories            | 30. Jan. 1996        | 25. Apr. 1997                         | Andy Cadiff     | Bruce Ferber & Lloyd Garver       |
| 116 | 16        | Familienplanung                | The Vasectomy One                 | 6. Feb. 1996         | 10. Apr. 1997                         | Andy Cadiff     | Rosalind Moore & Howard J. Morris |
| 117 | 17        | Angst vorm Fliegen             | Fear Of Flying                    | 13. Feb. 1996        | 11. Apr. 1997                         | Andy Cadiff     | Max Eisenberg                     |
| Gastauftritt: Die Mannschaft des NASA Space Shuttles Columbia mit Lt. Cmdr. Kenneth D. Bowersox, Dr. Catherine Grace Coleman, Dr. Fred Weldon Leslie, Dr. Albert Sacco & Dr. Kathryn C. Thornton |           |                                |                                   |                      |                                       |                 |                                   |
| 118 | 18        | Zwei wie Pech und Schwefel     | When Harry Kept Delores           | 20. Feb. 1996        | 14. Apr. 1997                         | Andy Cadiff     | Jon Vandergriff                   |
| Gastauftritt: Alan Jackson |           |                                |                                   |                      |                                       |                 |                                   |
| 119 | 19        | Eine steile Sache              | Eye On Tim                        | 27. Feb. 1996        | 16. Apr. 1997                         | Peter Bonerz    | Bruce Ferber & Lloyd Garver       |
| 120 | 20        | Die Marionettenfrau            | The Bud Bowl                      | 5. März 1996         | 15. Apr. 1997                         | Andy Cadiff     | Ruth Bennett                      |
| 121 | 21        | Ein verrückter Haarschnitt     | Engine And A Haircut, Two Fights  | 12. März 1996        | 17. Apr. 1997                         | Andrew Tsao     | Jon Vandergriff                   |
| 122 | 22        | Eine Pille für Randy           | The Longest Day                   | 2. Apr. 1996         | 8. Apr. 1997                          | Andy Cadiff     | Elliot Shoenman & Marley Sims     |
| 123 | 23        | Tim und das Theater            | Mr. Wilson’s Opus                 | 30. Apr. 1996        | 22. Apr. 1997                         | Richard Compton | Bruce Ferber                      |
| 124 | 24        | Späte Liebe                    | Shopping Around                   | 7. Mai 1996          | 21. Apr. 1997                         | Andy Cadiff     | Rosalind Moore & Howard J. Morris |
| 125 | 25        | Schlaflose Nächte              | Alarmed By Burglars               | 14. Mai 1996         | 23. Apr. 1997                         | Geoffrey Nelson | Charlie Hauck                     |
| 126 | 26        | Man spielt nicht mit dem Feuer | Games, Flames And Automobiles     | 21. Mai 1996         | 24. Apr. 1997                         | Peter Filsinger | Jennifer Celotta                  |

## Staffel 6
| Nr. (ges.)                                                   | Nr. (St.) | Deutscher Titel              | Originaltitel                    | Erstausstrahlung USA | Deutschsprachige Erstausstrahlung (D) | Regie           | Drehbuch                        |
| ------------------------------------------------------------ | --------- | ---------------------------- | -------------------------------- | -------------------- | ------------------------------------- | --------------- | ------------------------------- |
| 127                                                          | 1         | Stürmische See               | At Sea                           | 17. Sep. 1996        | 21. Okt. 1997                         | Andrew Tsao     | Bruce Ferber & Lloyd Garver     |
| 128                                                          | 2         | Macht der Gewohnheit         | Future Shock                     | 24. Sep. 1996        | 22. Okt. 1997                         | Peter Bonerz    | Elliot Shoenman & Marley Sims   |
| 129                                                          | 3         | Workshop für zwei            | Workshop ’Til You Drop           | 1. Okt. 1996         | 20. Okt. 1997                         | Andrew Tsao     | Charlie Hauck                   |
| 130                                                          | 4         | Brennende Herzen             | Burnin’ Love                     | 8. Okt. 1996         | 23. Okt. 1997                         | Geoffrey Nelson | Jon Vandergriff                 |
| Gastauftritt: Lucille Treganowan                             |           |                              |                                  |                      |                                       |                 |                                 |
| 131                                                          | 5         | Der große Regisseur          | Al’s Video                       | 15. Okt. 1996        | 27. Okt. 1997                         | Andrew Tsao     | Ruth Bennett                    |
| 132                                                          | 6         | Das ist mein Auto!           | Whose Car Is It Anyway?          | 22. Okt. 1996        | 28. Okt. 1997                         | Andrew Tsao     | Adam England                    |
| 133                                                          | 7         | Wer zuletzt lacht…           | I Was A Teenage Taylor           | 29. Okt. 1996        | 24. Okt. 1997                         | Geoffrey Nelson | Eric Horsted                    |
| Gastdarsteller: Larry Hankin als Tims Freund Larry           |           |                              |                                  |                      |                                       |                 |                                 |
| 134                                                          | 8         | Geliebte Schwestern          | Jill And Her Sisters             | 12. Nov. 1996        | 29. Okt. 1997                         | Andrew Tsao     | Laurie Gelman                   |
| 135                                                          | 9         | Der Autokönig des Jahres     | The Tool Man Delivers            | 19. Nov. 1996        | 31. Okt. 1997                         | Peter Bonerz    | Charlie Hauck                   |
| 136                                                          | 10        | Ein Herz aus Gold            | The Wood, The Bad And The Hungry | 26. Nov. 1996        | 30. Okt. 1997                         | Geoffrey Nelson | Adam England                    |
| Gastauftritt: Mario Andretti, sein Sohn Michael & Jack Arute |           |                              |                                  |                      |                                       |                 |                                 |
| 137                                                          | 11        | Brad macht Karriere          | Workin’ Man Blues                | 10. Dez. 1996        | 3. Nov. 1997                          | Peter Bonerz    | Bruce Ferber & Lloyd Garver     |
| 138                                                          | 12        | Ein Haus voller Erinnerungen | No Place Like Home               | 17. Dez. 1996        | 4. Nov. 1997                          | Peter Filsinger | Elliot Shoenman & Marley Sims   |
| 139                                                          | 13        | Flirten macht blind          | The Flirting Game                | 7. Jan. 1997         | 5. Nov. 1997                          | Peter Filsinger | Laurie Gelman                   |
| 140                                                          | 14        | Karate Kid kehrt zurück      | The Karate Kid Returns           | 14. Jan. 1997        | 6. Nov. 1997                          | Geoffrey Nelson | Jon Vandergriff                 |
| Gastdarsteller: The Beach Boys als Wilsons Cousins           |           |                              |                                  |                      |                                       |                 |                                 |
| 141                                                          | 15        | Tool Time total              | Totally Tool Time                | 28. Jan. 1997        | 10. Nov. 1997                         | Peter Bonerz    | Jon Vandergriff                 |
| Gastdarsteller: Drew Carey als Seymour 'Sy' Winterfleffin    |           |                              |                                  |                      |                                       |                 |                                 |
| 142                                                          | 16        | Aus heiterem Himmel          | A Funny Valentine                | 11. Feb. 1997        | 7. Nov. 1997                          | Peter Bonerz    | Charlie Hauck                   |
| 143                                                          | 17        | Der Außenseiter              | Wilson’s World                   | 18. Feb. 1997        | 11. Nov. 1997                         | Andrew Tsao     | Jennifer Celotta                |
| Gastauftritt: Ray Pleva                                      |           |                              |                                  |                      |                                       |                 |                                 |
| 144                                                          | 18        | Hochzeit hin, Hochzeit her   | Something Old, Someone Blue      | 25. Feb. 1997        | 12. Nov. 1997                         | John Pasquin    | Elliot Shoenman & Marley Sims   |
| 145                                                          | 19        | Das automatisierte Haus      | Communication Breakdown          | 11. März 1997        | 13. Nov. 1997                         | Geoffrey Nelson | Eric Horsted                    |
| 146                                                          | 20        | Der verhängnisvolle Unfall   | My Son, The Driver               | 1. Apr. 1997         | 14. Nov. 1997                         | Andrew Tsao     | Laurie Gelman                   |
| Gastauftritt: Al Unser, Al Unser Jr. und Al Richard Unser    |           |                              |                                  |                      |                                       |                 |                                 |
| 147                                                          | 21        | Schadenfreude                | Insult To Injury                 | 15. Apr. 1997        | 17. Nov. 1997                         | Geoffrey Nelson | Eric Horsted                    |
| 148                                                          | 22        | Aus Kindern werden Leute     | Family Un-Ties                   | 29. Apr. 1997        | 18. Nov. 1997                         | Geoffrey Nelson | Ruth Bennett                    |
| 149                                                          | 23        | Der Sandwich-Tick            | The Feminine Mistake             | 6. Mai 1997          | 19. Nov. 1997                         | Peter Bonerz    | Laurie Gelman                   |
| 150                                                          | 24        | Ein Colonel tritt ab         | Taps                             | 13. Mai 1997         | 20. Nov. 1997                         | Peter Bonerz    | Bruce Ferber & Lloyd Garver     |
| 151                                                          | 25        | Liebe und Eifersucht         | The Kiss And The Kiss-Off        | 20. Mai 1997         | 21. Nov. 1997                         | Peter Bonerz    | Jennifer Celotta & Adam England |

## Staffel 7
| Nr. (ges.)                                                                              | Nr. (St.) | Deutscher Titel                | Originaltitel                          | Erstausstrahlung USA | Deutschsprachige Erstausstrahlung (D) | Regie           | Drehbuch                        |
| --------------------------------------------------------------------------------------- | --------- | ------------------------------ | -------------------------------------- | -------------------- | ------------------------------------- | --------------- | ------------------------------- |
| 152                                                                                     | 1         | Midlife-Crisis                 | Quest For Fire                         | 23. Sep. 1997        | 4. März 2000                          | Andrew Tsao     | Bruce Ferber & Lloyd Garver     |
| 153                                                                                     | 2         | Im Namen der Wahrheit          | Clash Of The Taylors                   | 30. Sep. 1997        | 4. März 2000                          | Andrew Tsao     | Jennifer Celotta & Adam England |
| 154                                                                                     | 3         | Tim im Arbeitsrausch           | Room At The Top                        | 7. Okt. 1997         | 11. März 2000                         | Geoffrey Nelson | Elliot Shoenman & Marley Sims   |
| 155                                                                                     | 4         | Wunderkind Brad                | Pump You Up                            | 14. Okt. 1997        | 11. März 2000                         | Peter Bonerz    | Jon Vandergriff                 |
| Gastauftritt: Cory Everson                                                              |           |                                |                                        |                      |                                       |                 |                                 |
| 156                                                                                     | 5         | In Angst und Schrecken         | A Night To Dismember                   | 28. Okt. 1997        | 18. März 2000                         | Geoffrey Nelson | Eric Horsted                    |
| 157                                                                                     | 6         | Wilsons Nichte                 | The Niece                              | 4. Nov. 1997         | 18. März 2000                         | Peter Bonerz    | Charlie Hauck                   |
| 158                                                                                     | 7         | Heimliche Leidenschaft         | Jill’s Passion                         | 11. Nov. 1997        | 25. März 2000                         | Peter Bonerz    | Elliot Shoenman & Marley Sims   |
| 159                                                                                     | 8         | Der ungläubige Sohn            | Losing My Religion                     | 18. Jan. 1997        | 25. März 2000                         | Andrew Tsao     | Bruce Ferber & Lloyd Garver     |
| Crossover: Dan Aykroyd als Reverend Mike Webber aus der Sitcom Ein Pastor startet durch |           |                                |                                        |                      |                                       |                 |                                 |
| 160                                                                                     | 9         | Thanksgiving einmal anders     | Thanksgiving                           | 25. Nov. 1997        | 1. Apr. 2000                          | Peter Bonerz    | Eric Horsted                    |
| Gastauftritt: Rodney Dangerfield                                                        |           |                                |                                        |                      |                                       |                 |                                 |
| 161                                                                                     | 10        | Lohn der Angst                 | The Dating Game                        | 9. Dez. 1997         | 1. Apr. 2000                          | Geoffrey Nelson | Laurie Gelman                   |
| 162                                                                                     | 11        | Strahlende Weihnacht           | Bright Christmas                       | 16. Dez. 1997        | 8. Apr. 2000                          | Peter Bonerz    | Jon Vandergriff                 |
| 163                                                                                     | 12        | Zurück im College              | The Old College Try                    | 6. Jan. 1998         | 8. Apr. 2000                          | Albert Alarr    | Jennifer Celotta & Adam England |
| 164                                                                                     | 13        | Brads neue Freundin            | An Older Woman                         | 20. Jan. 1998        | 15. Apr. 2000                         | Peter Bonerz    | Charlie Hauck                   |
| 165                                                                                     | 14        | Der perfekte Mieter            | Tim “The Landlord” Taylor              | 3. Feb. 1998         | 15. Apr. 2000                         | Peter Filsinger | Eric Horsted                    |
| 166                                                                                     | 15        | Vater werden ist nicht schwer? | Say Goodnight, Gracie                  | 10. Feb. 1998        | 22. Apr. 2000                         | Andrew Tsao     | Laurie Gelman                   |
| 167                                                                                     | 16        | Brad auf Abwegen               | What a Drag                            | 24. Feb. 1998        | 29. Apr. 2000                         | Geoffrey Nelson | Elliot Shoenman & Marley Sims   |
| 168                                                                                     | 17        | Szenen einer Ehe               | Taking Jill For Granite                | 3. März 1998         | 29. Apr. 2000                         | Peter Bonerz    | Laurie Gelman                   |
| 169                                                                                     | 18        | Die Schöne und der Bär         | Futile Attraction                      | 10. März 1998        | 6. Mai 2000                           | Peter Bonerz    | David Maples                    |
| Gastauftritt: Payne Stewart                                                             |           |                                |                                        |                      |                                       |                 |                                 |
| 170                                                                                     | 19        | Willow verzweifelt gesucht     | Desperately Seeking Willow             | 17. März 1998        | 6. Mai 2000                           | Peter Bonerz    | Jennifer Fisher                 |
| 171                                                                                     | 20        | Reporterkampf                  | The Write Stuff                        | 31. März 1998        | 13. Mai 2000                          | Peter Bonerz    | Jennifer Celotta & Adam England |
| 172                                                                                     | 21        | Bruderzwist                    | The Son Also Mooches                   | 21. Apr. 1998        | 13. Mai 2000                          | Peter Filsinger | Eric Horsted                    |
| 173                                                                                     | 22        | Glaub es oder glaub es nicht   | Believe It Or Not                      | 28. Apr. 1998        | 20. Mai 2000                          | Geoffrey Nelson | Jon Vandergriff                 |
| Gastauftritt: Grant Hill                                                                |           |                                |                                        |                      |                                       |                 |                                 |
| 174                                                                                     | 23        | Das Nachtfahrverbot            | Rebel Without Night Driving Privileges | 5. Mai 1998          | 20. Mai 2000                          | Andrew Tsao     | Jennifer Fisher                 |
| 175                                                                                     | 24        | Das Weltall ruft               | Tool-Thousand-One: A Space Odyssey     | 12. Mai 1998         | 27. Mai 2000                          | Peter Bonerz    | Bruce Ferber & Lloyd Garver     |
| Gastauftritt: Lt. Cmdr. Kenneth D. Bowersox & Dr. Steven A. Hawley                      |           |                                |                                        |                      |                                       |                 |                                 |
| 176                                                                                     | 25        | Frauen ganz oben               | From Top To Bottom                     | 19. Mai 1998         | 27. Mai 2000                          | Peter Filsinger | Charlie Hauck                   |

## Staffel 8
| Nr. (ges.)                                            | Nr. (St.) | Deutscher Titel                                | Originaltitel                 | Erstausstrahlung USA | Deutschsprachige Erstausstrahlung (D) | Regie               | Drehbuch                                 |
| ----------------------------------------------------- | --------- | ---------------------------------------------- | ----------------------------- | -------------------- | ------------------------------------- | ------------------- | ---------------------------------------- |
| 177                                                   | 1         | Der Raftingtrip                                | Whitewater                    | 22. Sep. 1998        | 3. Juni 2000                          | Geoffrey Nelson     | Bruce Ferber & Lloyd Garver              |
| 178                                                   | 2         | Der Nestflüchter                               | Adios                         | 29. Sep. 1998        | 3. Juni 2000                          | Geoffrey Nelson     | Jon Vandergriff                          |
| 179                                                   | 3         | Familienbande                                  | All In The Family             | 6. Okt. 1998         | 10. Juni 2000                         | Geoffrey Nelson     | Elliot Shoenman & Marley Sims            |
| 180                                                   | 4         | Fußball ist unser Leben                        | Taylor Got Game               | 13. Okt. 1998        | 10. Juni 2000                         | Geoffrey Nelson     | Jonathan Pollack                         |
| 181                                                   | 5         | Die Schwächen des Mannes                       | Al’s Fair Lady                | 20. Okt. 1998        | 10. Juni 2000                         | Geoffrey Nelson     | Tracy Gamble                             |
| 182                                                   | 6         | Der Halloween-König                            | Bewitched                     | 27. Okt. 1998        | 17. Juni 2000                         | Geoffrey Nelson     | Jennifer Celotta & Adam England          |
| 183                                                   | 7         | Eine kleine Affäre                             | Not-So-Great Scott            | 3. Nov. 1998         | 24. Juni 2000                         | Peter Bonerz        | Laurie Gelman                            |
| 184                                                   | 8         | Tims erstes Auto                               | Tim’s First Car               | 10. Nov. 1998        | 24. Juni 2000                         | Peter Bonerz        | Kim Flagg & David Maples                 |
| 185                                                   | 9         | Hollywood ruft                                 | Mr. Likeable                  | 17. Nov. 1998        | 1. Juli 2000                          | Peter Bonerz        | Adam England                             |
| Gastauftritt: Morgan Fairchild                        |           |                                                |                               |                      |                                       |                     |                                          |
| 186                                                   | 10        | Zwei Töchter für Tim                           | Thanks, But No Thanks         | 24. Nov. 1998        | 1. Juli 2000                          | Peter Bonerz        | Jonathan Pollack                         |
| 187                                                   | 11        | Ein Fest der Liebe?                            | Home For The Holidays         | 8. Dez. 1998         | 8. Juli 2000                          | Peter Bonerz        | Jonathan Pollack                         |
| 188                                                   | 12        | Die Zwillingskrise                             | Ploys For Tots                | 15. Dez. 1998        | 8. Juli 2000                          | Peter Bonerz        | Laurie Gelman                            |
| 189                                                   | 13        | Die Doughnut-Detektive                         | Chop Shop ’Til You Drop       | 5. Jan. 1999         | 15. Juli 2000                         | Shawn Shea          | David Maples                             |
| 190                                                   | 14        | Die Schreibblockade                            | Home Alone                    | 19. Jan. 1999        | 15. Juli 2000                         | Geoffrey Nelson     | Jennifer Celotta & Adam England          |
| Gastauftritt: Jay Leno, Leeza Gibbons & Oprah Winfrey |           |                                                |                               |                      |                                       |                     |                                          |
| 191                                                   | 15        | Ein Sportlerschicksal                          | Knee Deep                     | 2. Feb. 1999         | 22. Juli 2000                         | Peter Filsinger     | Jonathan Pollack                         |
| Gastauftritt: Penn & Teller                           |           |                                                |                               |                      |                                       |                     |                                          |
| 192                                                   | 16        | Videokunst                                     | Mark’s Big Break              | 9. Feb. 1999         | 22. Juli 2000                         | Geoffrey Nelson     | Tracy Gamble                             |
| 193                                                   | 17        | Tims Traumfrau                                 | Young At Heart                | 16. Feb. 1999        | 29. Juli 2000                         | Geoffrey Nelson     | Bruce Ferber & Lloyd Garver              |
| 194                                                   | 18        | Schock für Jill, Teil 1                        | Love’s Labour Lost (1)        | 23. Feb. 1999        | 29. Juli 2000                         | Peter Bonerz        | Elliot Shoenman & Marley Sims            |
| 195                                                   | 19        | Schock für Jill, Teil 2                        | Love’s Labour Lost (2)        | 2. März 1999         | 5. Aug. 2000                          | Peter Bonerz        | Elliot Shoenman & Marley Sims            |
| 196                                                   | 20        | Das Gewächshaus                                | Neighbours                    | 16. März 1999        | 5. Aug. 2000                          | Patricia Richardson | Drew Levin                               |
| 197                                                   | 21        | Heimwerker-Hotline                             | A Hardware Habit To Break     | 30. März 1999        | 12. Aug. 2000                         | Peter Bonerz        | Jon Vandergriff                          |
| 198                                                   | 22        | Eine haarige Sache                             | Loose Lips And Freudian Slips | 4. Mai 1999          | 12. Aug. 2000                         | Tim Allen           | Kim Flagg                                |
| Gastauftritt: Brant & Todd von Hoffman                |           |                                                |                               |                      |                                       |                     |                                          |
| 199                                                   | 23        | Brads große Chance                             | Trouble-A-Bruin               | 11. Mai 1999         | 19. Aug. 2000                         | Andrew Tsao         | Tracy Gamble & David Maples              |
| 200                                                   | 24        | Das große Fressen                              | Dead Weight                   | 18. Mai 1999         | 19. Aug. 2000                         | Geoffrey Nelson     | Jennifer Celotta                         |
| 201                                                   | 25        | Abschied vom Heimwerkerkönig, Teil 1           | The Long And Winding Road (1) | 18. Mai 1999         | 26. Aug. 2000                         | Andy Cadiff         | Laurie Gelman                            |
| 202                                                   | 26        | Abschied vom Heimwerkerkönig, Teil 2           | The Long And Winding Road (2) | 25. Mai 1999         | 26. Aug. 2000                         | Jim Praytor         | Carmen Finestra & Billy Riback           |
| 203                                                   | 27        | Abschied vom Heimwerkerkönig, Teil 3           | The Long And Winding Road (3) | 25. Mai 1999         | 26. Aug. 2000                         | John Pasquin        | Bruce Ferber, Lloyd Garver & Marley Sims |
| Gastauftritt: Mario Andretti                          |           |                                                |                               |                      |                                       |                     |                                          |
| 204                                                   | 28        | Das Backstage-Special: Hör mal, wer da hämmert | Backstage Pass                | 25. Mai 1999         | 17. Aug. 2006                         | Geoffrey Nelson     | Chris Carlisle & Billy Riback            |

## Special
| Nr. (ges.) | Nr. (St.) | Deutscher Titel                                                         | Originaltitel                                          | Erstausstrahlung USA | Deutschsprachige Erstausstrahlung (D) | Regie       | Drehbuch  |
| ---------- | --------- | ----------------------------------------------------------------------- | ------------------------------------------------------ | -------------------- | ------------------------------------- | ----------- | --------- |
| 1          | 1         | Tim Allen präsentiert: Das große Special zu „Hör' mal, wer da hämmert!“ | Tim Allen Presents: A User's Guide to Home Improvement | 4. Mai 2003          | 18. Dez. 2004                         | Andy Cadiff | Kim Flagg |